# Pealius maculatus
Pealius maculatus là một loài côn trùng cánh nửa trong họ Aleyrodidae, phân họ Aleyrodinae.
Pealius maculatus được Takahashi miêu tả khoa học đầu tiên năm 1942.